# Potarit
Potarit (IMA-Symbol Ptr) ist ein sehr selten vorkommendes Mineral aus der Mineralklasse der „Elemente“ mit der chemischen Zusammensetzung PdHg und damit chemisch gesehen ein Palladium-Amalgam, das heißt einer natürlichen Legierung aus Palladium und Quecksilber.
Potarit kristallisiert im tetragonalen Kristallsystem und entwickelt cremefarbene bis silberweiße massive Körner und Nuggets von bis zu einem Zentimeter Größe. Das Mineral ist undurchsichtig (opak) und zeigt auf den Oberflächen einen metallischen Glanz.

## Etymologie und Geschichte
Potarit wurde erstmals zwischen 1924 und 1925 von Sir John B. Harrison († 1926) gefunden und beschrieben. Weitere Untersuchungen und Vergleiche mit bekannten künstlichen Palladium-Quecksilber-Verbindungen – sogenannten Amalgamen – fanden durch Leonard James Spencer 1928, Arnold Cissarz 1930 und Martin A. Peacock 1945 statt. Die Überlegung von Spencer, dass Potarit mit Allopalladium (heute Stibiopalladinit) übereinstimmen könnte, wurden nicht bestätigt.
Benannt ist das Mineral nach dem Fluss Potaro in Guyana, an dem die Typlokalität in der Nähe der Kaieteur-Fälle liegt.

## Klassifikation
Bereits in der veralteten 8. Auflage der Mineralsystematik nach Strunz gehörte der Potarit zur Mineralklasse der „Elemente“ und dort zur Abteilung der „Metalle und intermetallischen Legierungen (ohne Halbmetalle)“, wo er zusammen mit Moschellandsbergit, Quecksilber, dem inzwischen diskreditierten Kongsbergit und dem von der International Mineralogical Association (IMA) nicht geprüften und daher nicht anerkannten Goldamalgam sowie im Anhang mit Zink die „Quecksilber-Amalgam-Reihe“ mit der System-Nr. I/A.02 bildete.
Im zuletzt 2018 überarbeiteten und aktualisierten Lapis-Mineralienverzeichnis nach Stefan Weiß, das sich aus Rücksicht auf private Sammler und institutionelle Sammlungen noch nach dieser alten Form der Systematik von Karl Hugo Strunz richtet, erhielt das Mineral die System- und Mineral-Nr. I/A.02-90. In der „Lapis-Systematik“ entspricht dies ebenfalls der Abteilung „Metalle und intermetallische Verbindungen“, wo Potarit zusammen mit Aurihydrargyrumit, Belendorffit, Bleiamalgam, Eugenit, Goldamalgam, Kolymit, Luanheit, Moschellandsbergit, Paraschachnerit, Quecksilber, Schachnerit und Weishanit eine eigenständige, aber unbenannte Gruppe bildet.
Auch die von der International Mineralogical Association (IMA) zuletzt 2009 aktualisierte 9. Auflage der Strunz’schen Mineralsystematik ordnet den Potarit in die Abteilung der „Metalle und intermetallische Verbindungen“ ein. Diese ist allerdings weiter unterteilt nach den in der Verbindung vorherrschenden Metallen, die entsprechend ihrer verwandten Eigenschaften in Metallfamilien eingeteilt wurden. Potarit ist hier entsprechend seiner Zusammensetzung in der Unterabteilung „Quecksilber-Amalgam-Familie“ zu finden, wo er als einziges Mitglied die unbenannte Gruppe 1.AD.25 bildet.
Die vorwiegend im englischen Sprachraum gebräuchliche Systematik der Minerale nach Dana ordnet den Potarit ebenfalls in die Klasse und dort in die gleichnamige Abteilung der „Elemente“ ein. Hier ist er zusammen mit Ferronickelplatin, Tetraferroplatin und Tulameenit in der „Tetraferroplatingruppe (Raumgruppe P4/mmm)“ mit der System-Nr. 01.02.04 innerhalb der Unterabteilung „Elemente: Platingruppenmetalle und -legierungen“ zu finden.

## Chemismus
In der idealisierten (theoretischen) Zusammensetzung von Potarit besteht das Mineral aus Palladium (Pd) und Quecksilber (Hg) im Verhältnis von 1 : 1. Die entspricht einem Massenanteil (Gewichtsprozent) von 34,66 Gew.-% Pd und 65,34 Gew.-% Hg.
Die Analyse des Typmaterials vom Fluss Potaro ergab allerdings geringe Fremdbeimengungen von Kupfer (Cu) zwischen 0,1 und 0,5 Gew.-%.

## Kristallstruktur
Potarit kristallisiert im tetragonalen Kristallsystem mit der Raumgruppe P4/mmm (Raumgruppen-Nr. 123), den Gitterparametern a = 3,02 Å und c = 3,71 Å sowie einer Formeleinheit pro Elementarzelle.

## Bildung und Fundorte
Potarit findet sich in ultramafitischen Gesteinen wie Dunit und Chromidit sowie Gebieten, in denen Gold und Diamanten zu finden sind. Es ist mit Platin, Palladium, Gold, Pentlandit, Chalkopyrit, Pyrrhotin und Millerit vergesellschaftet. Häufig enthält Potarit auch Kupfer.
Als seltene Mineralbildung konnte Potarit nur an wenigen Orten nachgewiesen werden, wobei weltweit bisher rund 30 Fundstätten dokumentiert sind (Stand 2022). Neben der Typlokalität zählen dazu Pilbara in Australien, Curionópolis und Serro in Brasilien, Chaudière-Appalaches in Kanada, die Präfektur Tottori in Japan, Bleida in Marokko, die zu Neukaledonien gehörende Insel Ouen, Sibirien und der Ural in Russland, der Bushveld-Komplex in Südafrika, die schottische Insel Rùm sowie Fox Gulch nahe Goodnews Bay (Alaska), der Stillwater-Komplex und Goodsprings in den Vereinigten Staaten.